# Yolo (Californie)
Pour les articles homonymes, voir Yolo.
 (février 2016).
Yolo est une ville de Californie située dans le comté de Yolo. Elle est située à 5 km du siège au compté, Woodland.

## Éducation
La ville de Yolo possède une école secondaire :
Le Cache Creek High School qui est une école secondaire principalement pour les étudiants qui sont considérés à risque. Les étudiants résidant dans Yolo vont dans des écoles situées dans Woodland, à moins que les élèves ne choisissent de fréquenter Cache Creek.

## Démographie
| 2000 | 2010 | - | - | - | - |
| ---- | ---- | - | - | - | - |
| 453  | 450  | - | - | - | - |